# Rio Sono
Rio Sono es un municipio brasileño del estado del Tocantins, creado en 1982 con tierras desmembradas de Lizarda.

## Geografía
La ciudad está localizada en los márgenes de los ríos Sono y Perdido, en la porción este del Estado del Tocantins, y a una distancia de 150 km de la capital Palmas. El municipio está a una altitud de 196 metros del nivel del mar y su población estimada en 2004 era de 5 686 habitantes.
Posee un área de 6383,41 km².